# Kinguin PTW 1: Revolucja
Kinguin PTW #1: REVOLUCJA – gala wrestlingu wyprodukowana przez federację i z zawodnikami Prime Time Wrestling. Odbyła się 9 października 2021 w hali MORiS w Chorzowie. Emitowana była na żywo za pośrednictwem serwisów YouTube, Twitch i TVP Sport w językach polskim i angielskim. Była to pierwsza gala wrestlingu stworzona przez tę federację. Sponsorem głównym gali była platforma dystrybucji cyfrowej KINGUIN.
Na gali odbyło się dziewięć walk. W walce wieczoru Gracjan Korpo pokonał Nicka Aldisa poprzez dyskwalifikację. W innych ważnych walkach, Chris Masters pokonał Roberta Stara, Axel Tischer pokonał Tarasa, a Nano Lopez zwyciężył 11-osobowy Battle Royal.

## Produkcja
REVOLUCJA oferowała walki profesjonalnego wrestlingu na bazie wyreżyserowanych rywalizacji (storyline'ów). Wrestlerzy są przedstawieni jako heele (negatywni, źli zawodnicy i najczęściej wrogowie publiki) i face’owie (pozytywni, dobrzy i najczęściej ulubieńcy publiki), którzy rywalizują pomiędzy sobą w seriach walk mających budować napięcie. Kulminacją rywalizacji jest walka wrestlerska lub ich seria.
Będąca pierwszą oficjalną galą produkowaną przez Prime Time Wrestling REVOLUCJA wprowadzała publiczność w postacie wrestlerów zarówno polskich, jak i zagranicznych gwiazd, nadając bieg dalszym wydarzeniom i rozpoczynając rywalizacje, które kontynuowano w trakcie kolejnych gal produkowanych przez PTW.

## Wyniki walk
| Nr                                 | Wyniki | Stypulacje     | Czas  |
| ---------------------------------- | --- | -------------- | ----- |
| 1                                  | Taras pokonał Axela Tischera poprzez pinfall | Singles match  | 8:20  |
| 2                                  | Joe E. Legend pokonał Petera Pannache’a poprzez pinfall                                                                                          | Singles match  | 17:00 |
| 3                                  | Taxi Złotówa pokonał Marcelito poprzez pinfall                                                                                                   | Singles match  | 0:44  |
| 4                                  | Arczi Czajka pokonał Rema poprzez pinfall | Singles match  | 5:36  |
| 5                                  | Jonny Storm pokonał Jody’ego Fleischa poprzez pinfall                                                                                            | Singles match  | 17:19 |
| 6                                  | Nano Lopez pokonał Gabriela Queena, Axela Foxa, Bora, Punchera, Doriana, Jacoba Crane’a, Karola Górskiego, Martina Guerrero, Mutanta i Sinistera | Battle Royal   | 12:24 |
| 7                                  | Marius Al-Ani i Syriusz Dziedzic pokonali Disco Pablo i Santino poprzez pinfall                                                                  | Tag team match | 12:54 |
| 8                                  | Chris Masters pokonał Roberta Stara poprzez submission                                                                                           | Singles match  | 12:25 |
| 9                                  | Gracjan Korpo pokonał Nicka Aldisa poprzez dyskwalifikację                                                                                       | Singles match  | 18:23 |
| (c) – mistrz/mistrzyni przed walką | |                |       |